# جائزة الاتحاد الدولي للتزلج الكبرى للتزلج الفني على الجليد
جائزة الاتحاد الدولي للتزلج الكبرى للتزلج الفني على الجليد هي سلسلة من مسابقات التزلج على الجليد الدولية التي ينظمها الاتحاد الدولي للتزلج. بدأت السلسلة عام 1995.